# Novate Mezzola

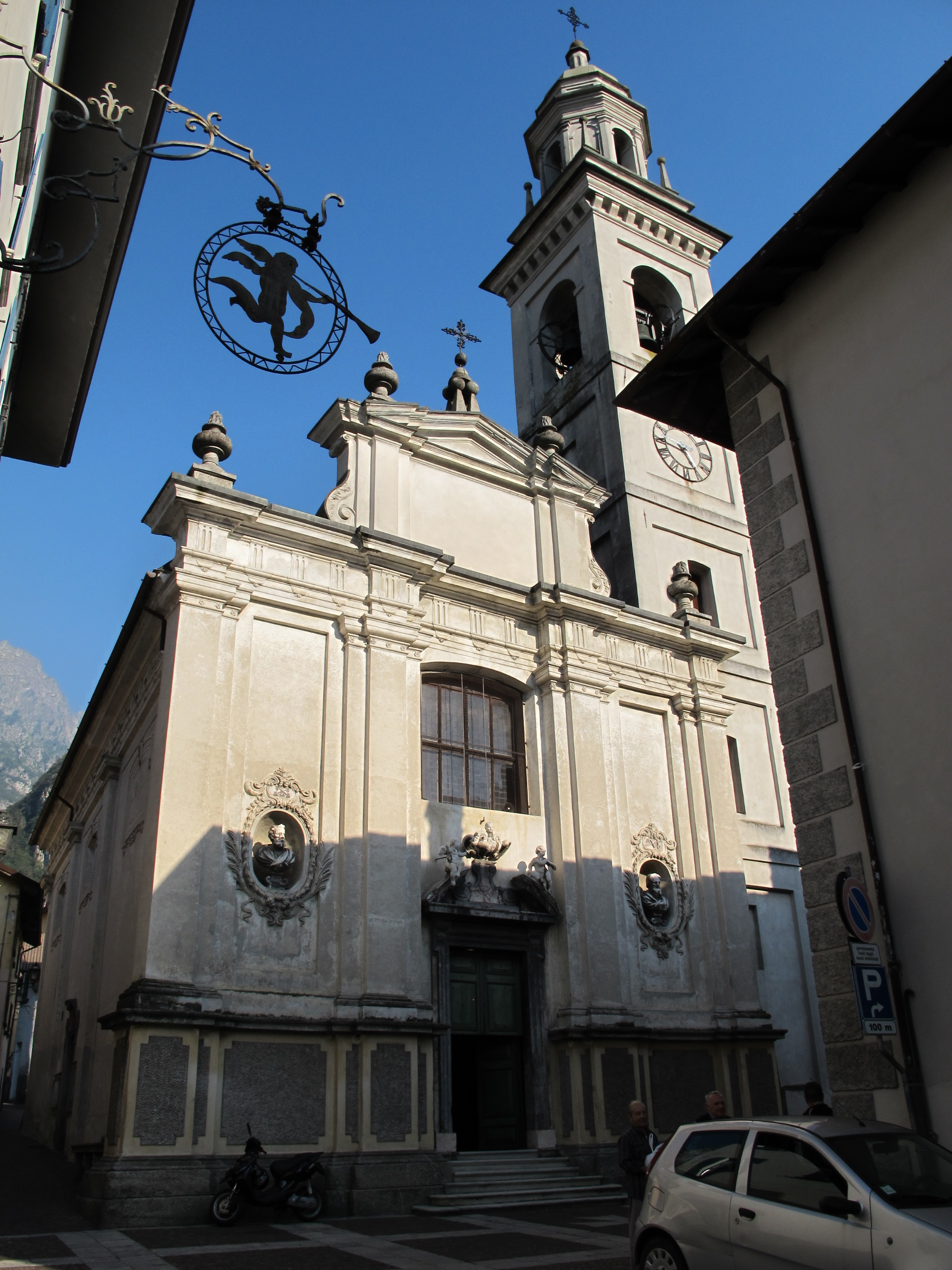
Pfarrkirche Santissima Trinità in Novate Mezzola

Novate Mezzola ist eine italienische Gemeinde in der Provinz Sondrio, Region Lombardei.

## Geographie
Die Gemeinde hat 1898 Einwohner (Stand 31. Dezember 2023) auf einer Fläche von 99 km². Sie liegt am Ufer des Lago di Mezzola und umfasst die Fraktionen Campo Mezzola und Codera. Die Nachbargemeinden sind Bondo (CH-GR), Cercino, Cino, Civo, Dubino, Mello, Piuro, Prata Camportaccio, Samolaco, Sorico (CO), Traona, Val Masino, Verceia und Villa di Chiavenna.

## Geschichte
Im Mittelalter war die Gemeinde an die Mönche des mächtigen Abtei San Colombano von Bobbio vorbehalten, die das Kloster St. Columban in der Ortschaft Campo gründeten.

## Sehenswürdigkeiten
- Pfarrkirche Heilige Dreifaltigkeit.
- Kirche San Colombano im Ortsteil Campo.
- Oratorium San Colombano[2][3].
- Tempietto di San Fedelino, romanisches Kirchlein aus dem 10. Jahrhundert mit Fresken am Westufer der Mera
- Kirche San Giovanni Battista im Ortsteil Codera.

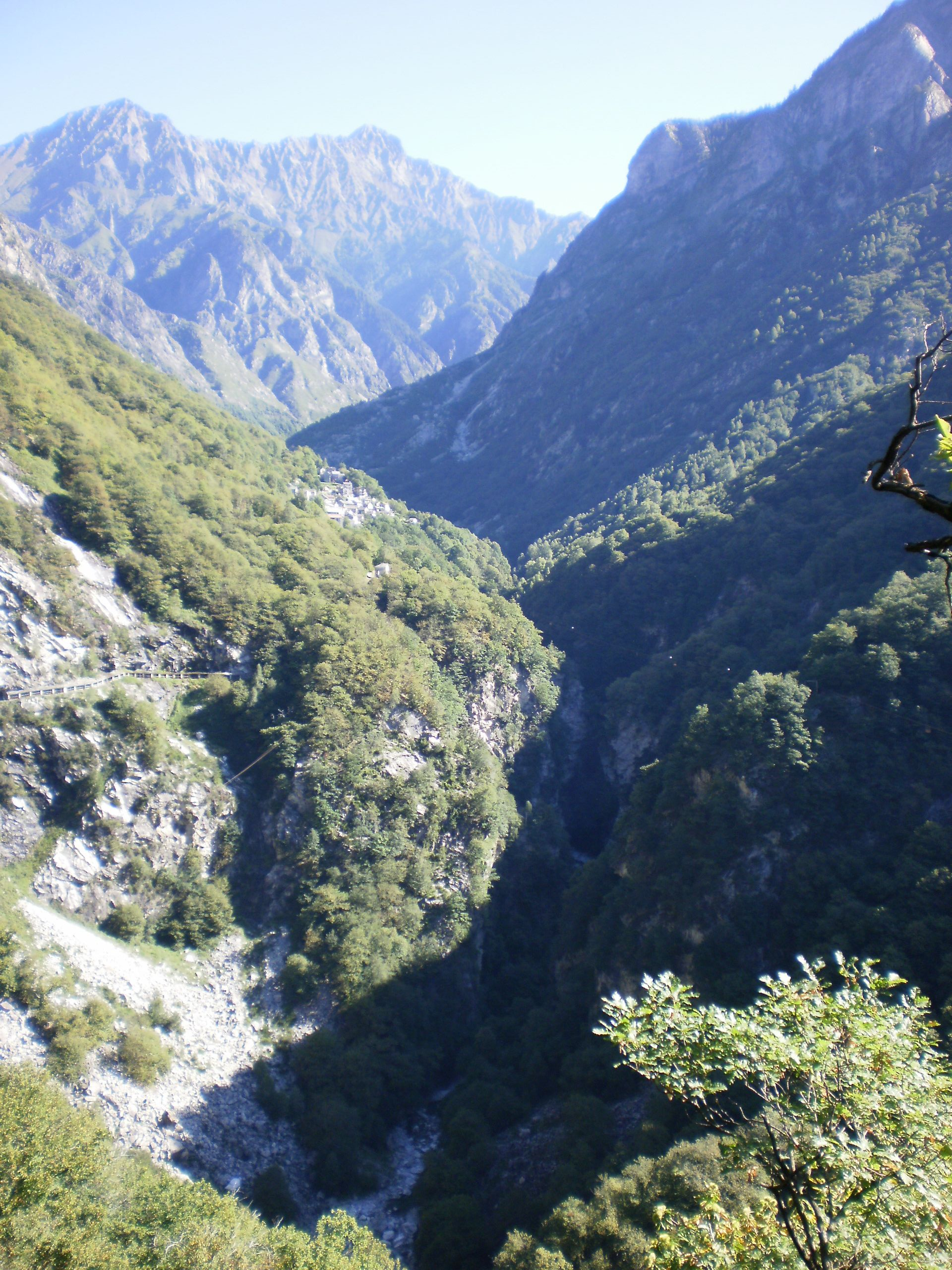
Coderatal, östliches Gemeindegebiet
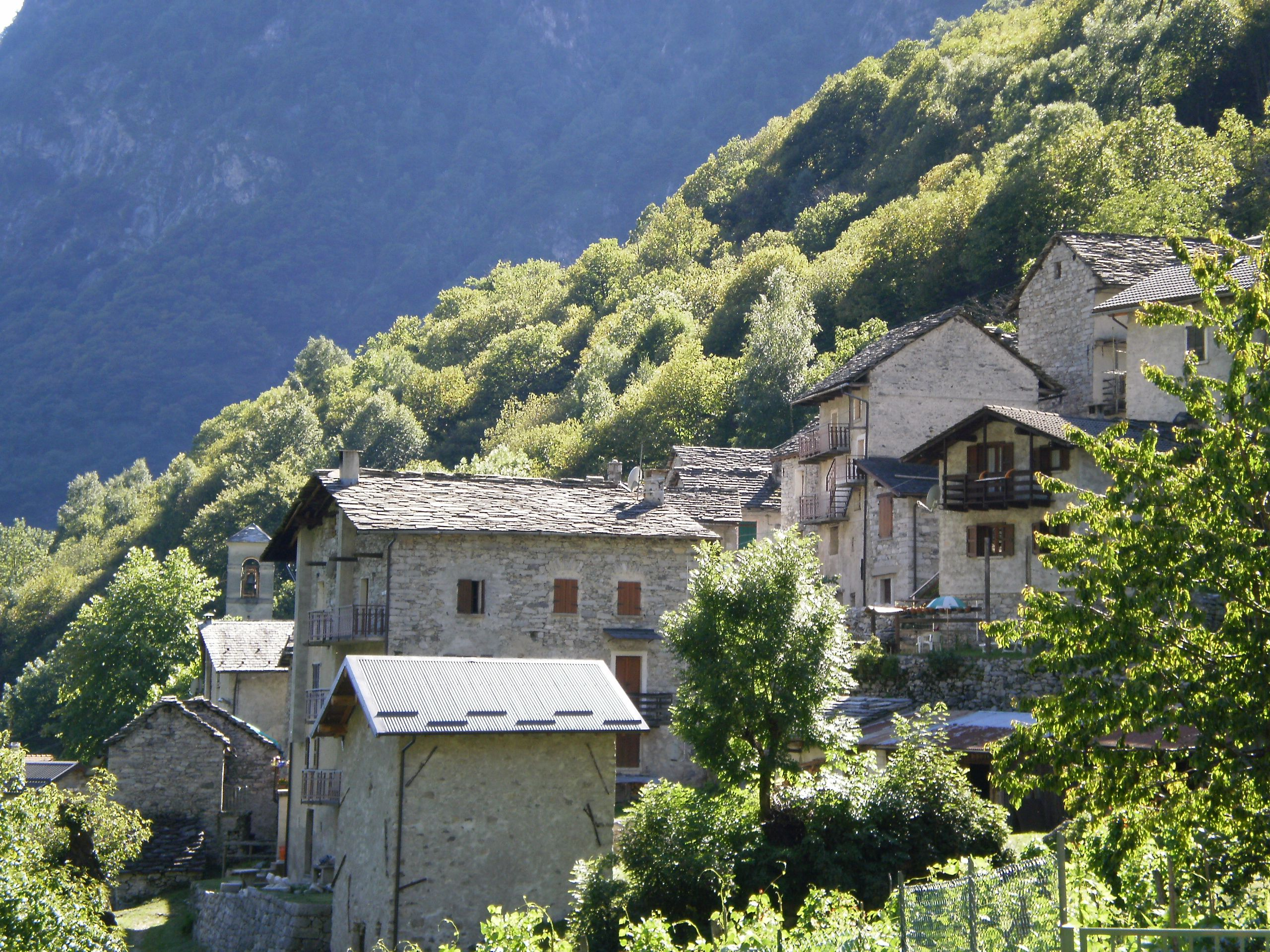
Codera, Ortsteil von Novate Mezzola
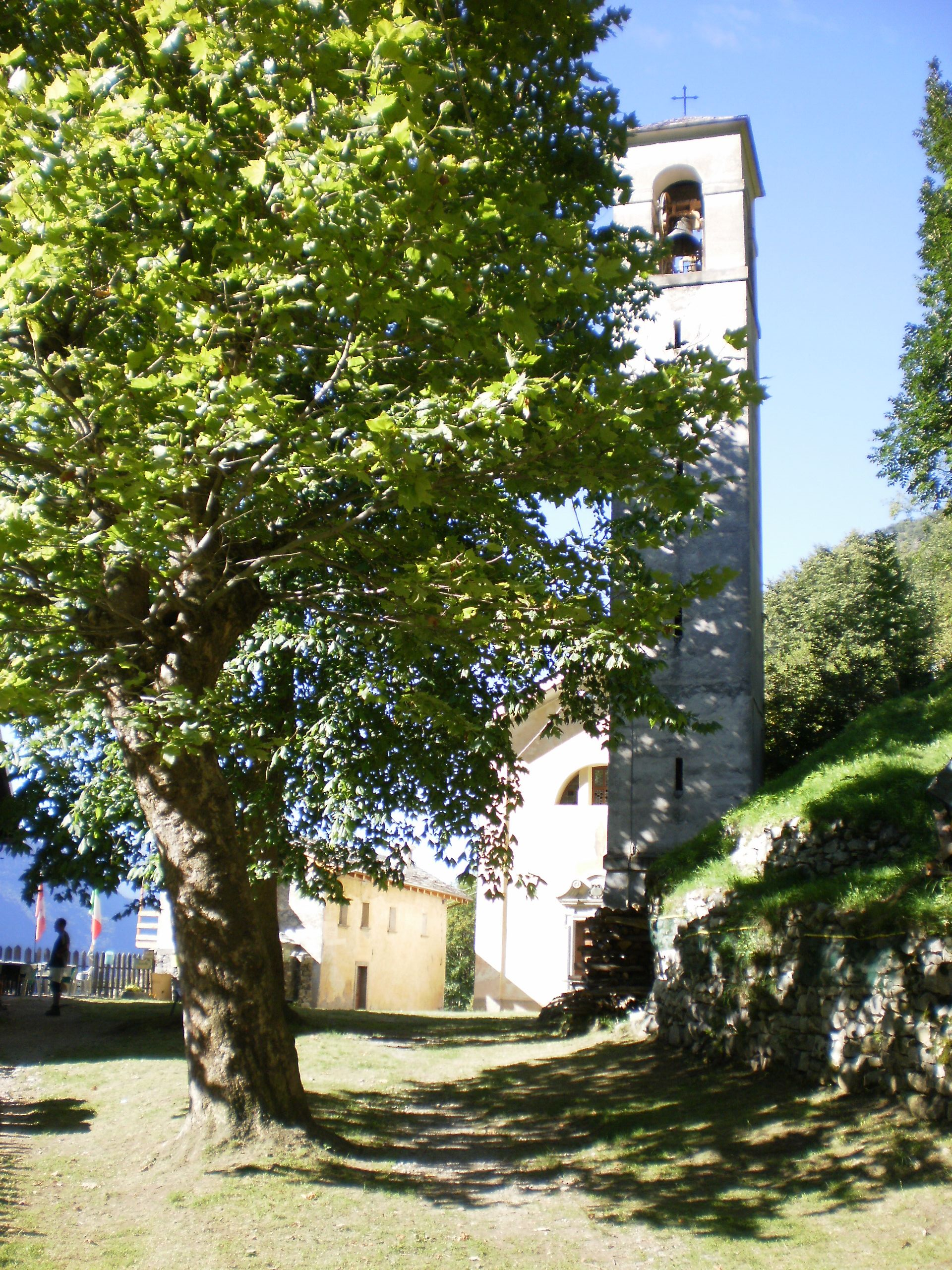
Kirche in Codera
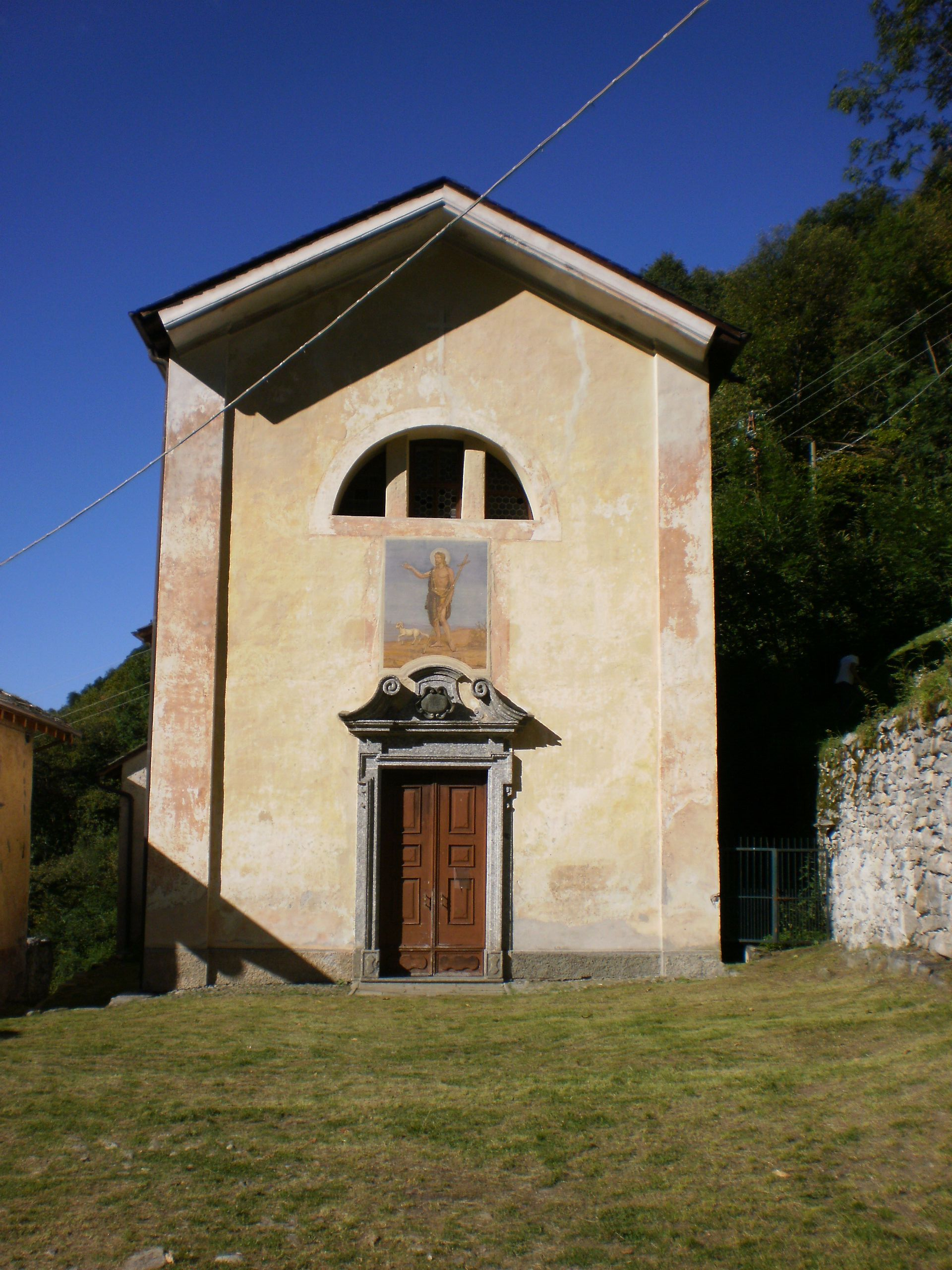
Kirche in Campo
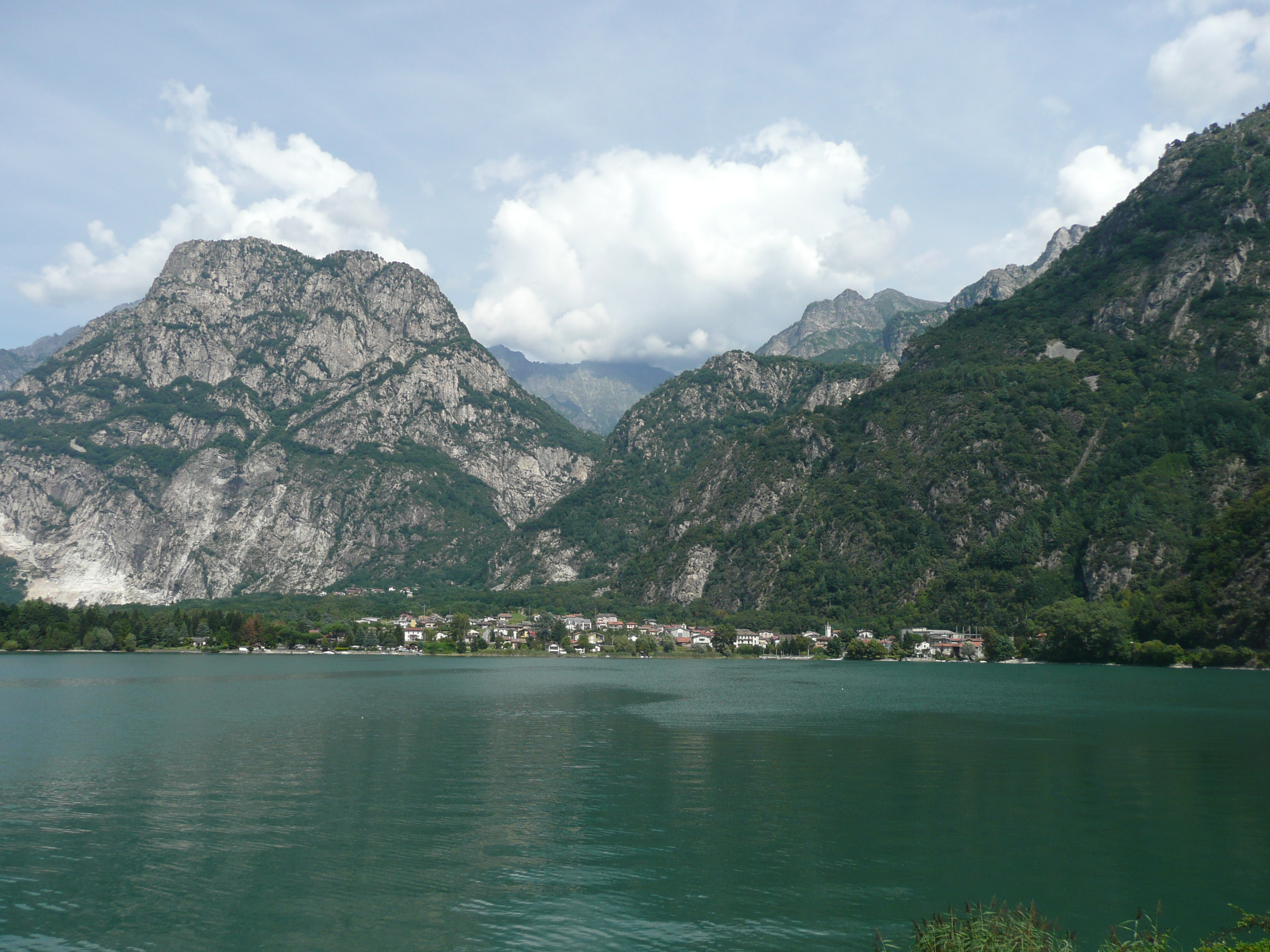
Campo am Lago di Mezzola
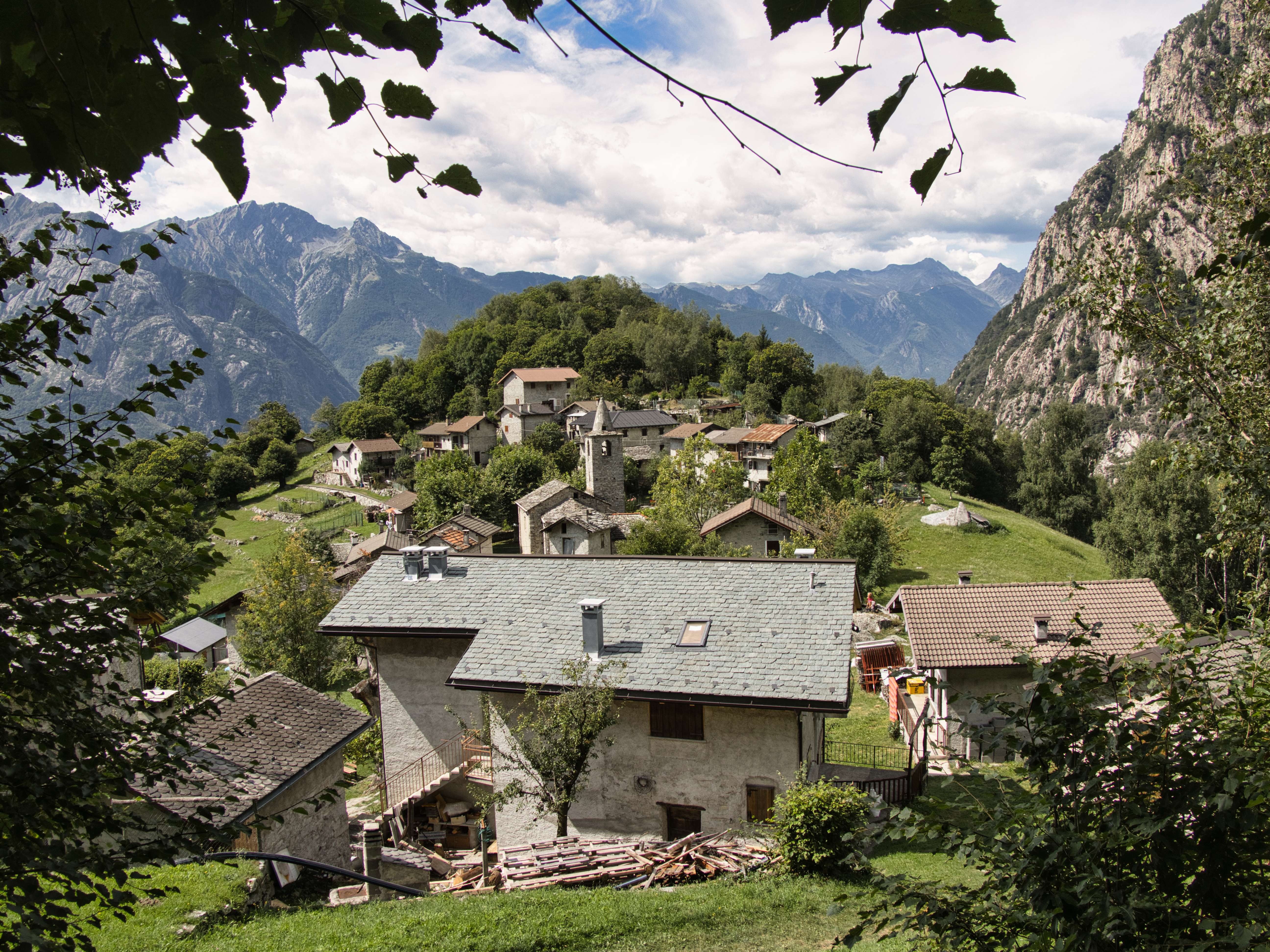
San Giorgio di Cola, Ortsteil von Novate Mezzola